# Otto Seidenadel
Otto Seidenadel (* 1. Juni 1866 in Berghausen; † 25. September 1918 in Karlsruhe) war ein seit 1894 im badischen Staatsdienst stehender Jurist und Amtsvorstand, vergleichbar mit einem heutigen Landrat.

## Familie
Otto Seidenadel war der Sohn des Professors Carl Seidenadel in Rastatt und der Bertha, geborene Gamer. Er heiratete am 8. Oktober 1895 Berta Lempp (* 12. April 1876; † 25. September 1945), Tochter des Kaufmanns Louis Lempp und der Elise, geborene Heuß. Aus dieser Ehe entstammen zwei Kinder: Elisabeth (* 16. Oktober 1896) und Kurt (* 2. Februar 1900).

## Ausbildung
Nach dem Abitur am Gymnasium Rastatt studierte Seidenadel Rechtswissenschaften an den Universitäten Straßburg (Wintersemester 1886/87 bis Sommersemester 1887), München (Wintersemester 1887/88 bis Sommersemester 1888) und Heidelberg (Wintersemester 1888/89 bis Wintersemester 1889/90). 1886 wurde er Mitglied des Corps Palaio-Alsatia Straßburg. In Heidelberg legte er sein erstes Staatsexamen ab und wurde zum Dr. iur. promoviert. Als Rechtspraktikant arbeitete er ab 1890 beim Amtsgericht Rastatt, bei den Landgerichten Karlsruhe und Waldshut, den Bezirksämtern Rastatt und Tauberbischofsheim und anderen Verwaltungen.

## Laufbahn
Ab 1894 wurde er Referendar beim Bezirksamt Rastatt und danach beim Bezirksamt Donaueschingen. Am 19. August 1896 wurde Seidenadel zum Amtmann ernannt und zum Bezirksamt Freiburg versetzt. Am 18. September 1898 trat er beim Bezirksamt Karlsruhe und danach ab 1900 beim Bezirksamt Buchen die Stelle als Amtmann an. In Buchen wurde er am 11. April 1902 zum Oberamtmann befördert. Am 17. Juli 1902 wurde er Polizeidirektor beim Bezirksamt Karlsruhe und ebenso ab dem 28. November 1908 beim Bezirksamt Waldshut. Nach der am 6. Mai 1912 erfolgten Versetzung zum Bezirksamt Karlsruhe wurde er ca. 1913 zum Geheimen Regierungsrat ernannt.

## Auszeichnungen
- 1909 Ritterkreuz 1. Klasse mit Eichenlaub des Zähringer Löwen-Ordens
- 1906 Offizierskreuz des belgischen Leopold-Ordens
- 1907 Preußischer Roter Adlerorden 4. Klasse
- 1908 Preußischer Kronen-Orden 3. Klasse
- 1908 Ritterkreuz des schwedischen Nordstern-Ordens
- 1913 Ehrenkreuz des Verdienstordens vom Heiligen Michael
- 1913 Luxemburgisches Kommandeurkreuz des Ordens der Eichenkrone
- 1916 Badisches Kriegsverdienstkreuz
- 1918 Preußisches Verdienstkreuz für Kriegshilfe